# Proboszczów
Proboszczów (niem. Probsthain) – wieś w Polsce położona w województwie dolnośląskim, w powiecie złotoryjskim, w gminie Pielgrzymka, na Pogórzu Kaczawskim w Sudetach.

## Podział administracyjny
W latach 1975–1998 miejscowość administracyjnie należała do województwa legnickiego.

## Demografia
Według Narodowego Spisu Powszechnego (III 2011 r.) liczył 1005 mieszkańców. Jest największą miejscowością gminy Pielgrzymka.

## Historia
Wieś związana z osadnictwem szwenkfeldystów w XVI-XVIII wieku.

## Zabytki
Do wojewódzkiego rejestru zabytków wpisane są:
- kościół filialny pw. Świętej Trójcy (dawniej ś. Małgorzaty), z XIII w., XV w., 1701 r., restaurowany 1961-1965. Zachowany późnoromański portal, renesansowy nagrobek z rzeźbą Zmartwychwstanie z II poł. XVI w.[6]
- kaplica grobowa Rednerów, obok kościoła, późnobarokowa z 1781 r.
- plebania, przy kościele filialnym, z początku XIX w.
- pałac, z XIX w.
- park, z przełomu XVIII/XIX w.
- aleja lipowa

### Pałac
Neoklasyczny pałac z 1821 r. w miejscu starego. Murowany, założony na rzucie prostokąta o 9 i 3 osiach ze skromnym ryzalitem 3-osiowym, akcentowanym trójkątnym tympanonem. Budynek dwukondygnacyjny z poddaszem mieszkalno-użytkowym, nakryty łamanym dachem naczółkowym z powiekami. Dziś pałac jest własnością prywatną, nieużytkowany.

## Galeria

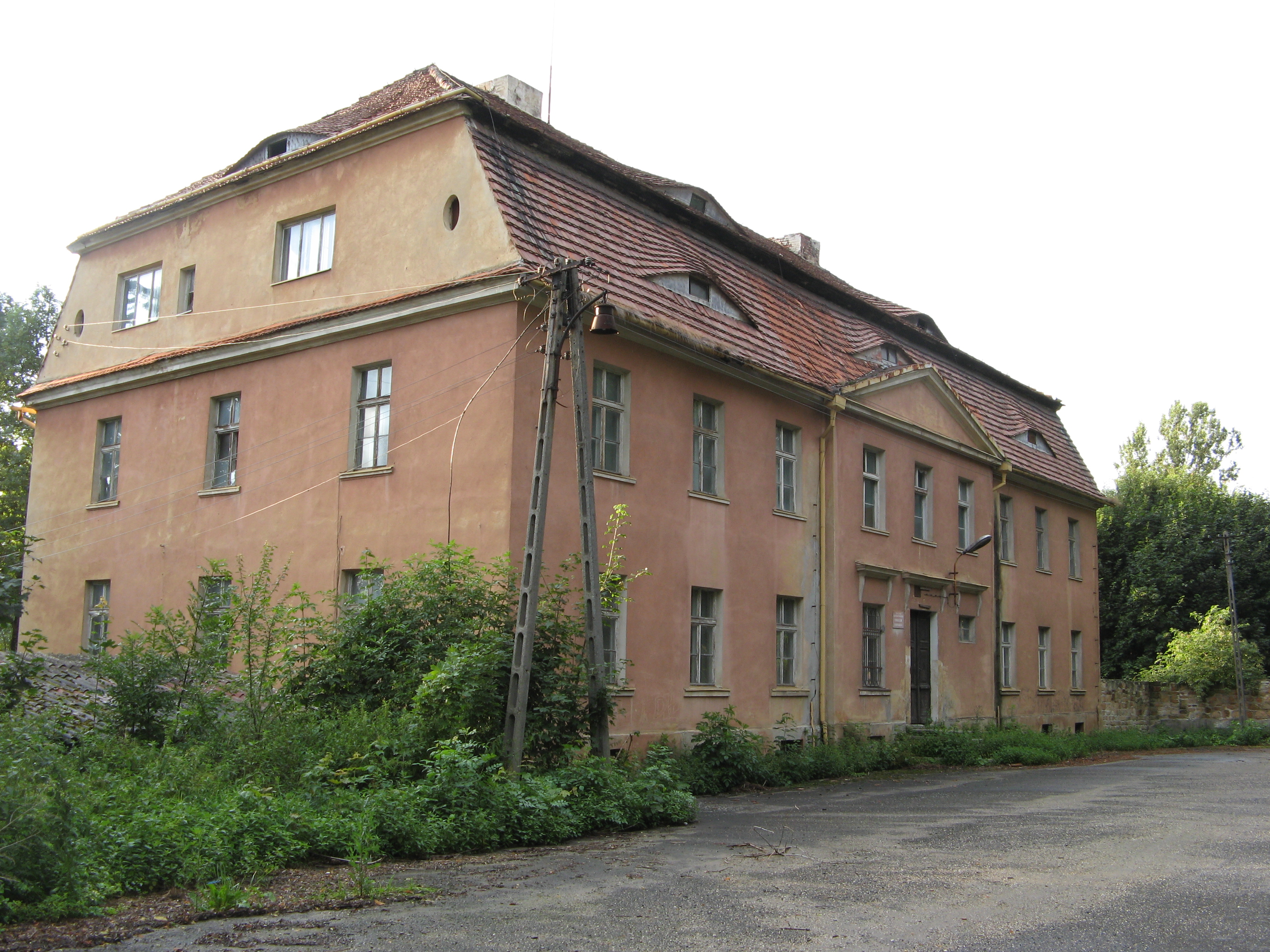
Pałac
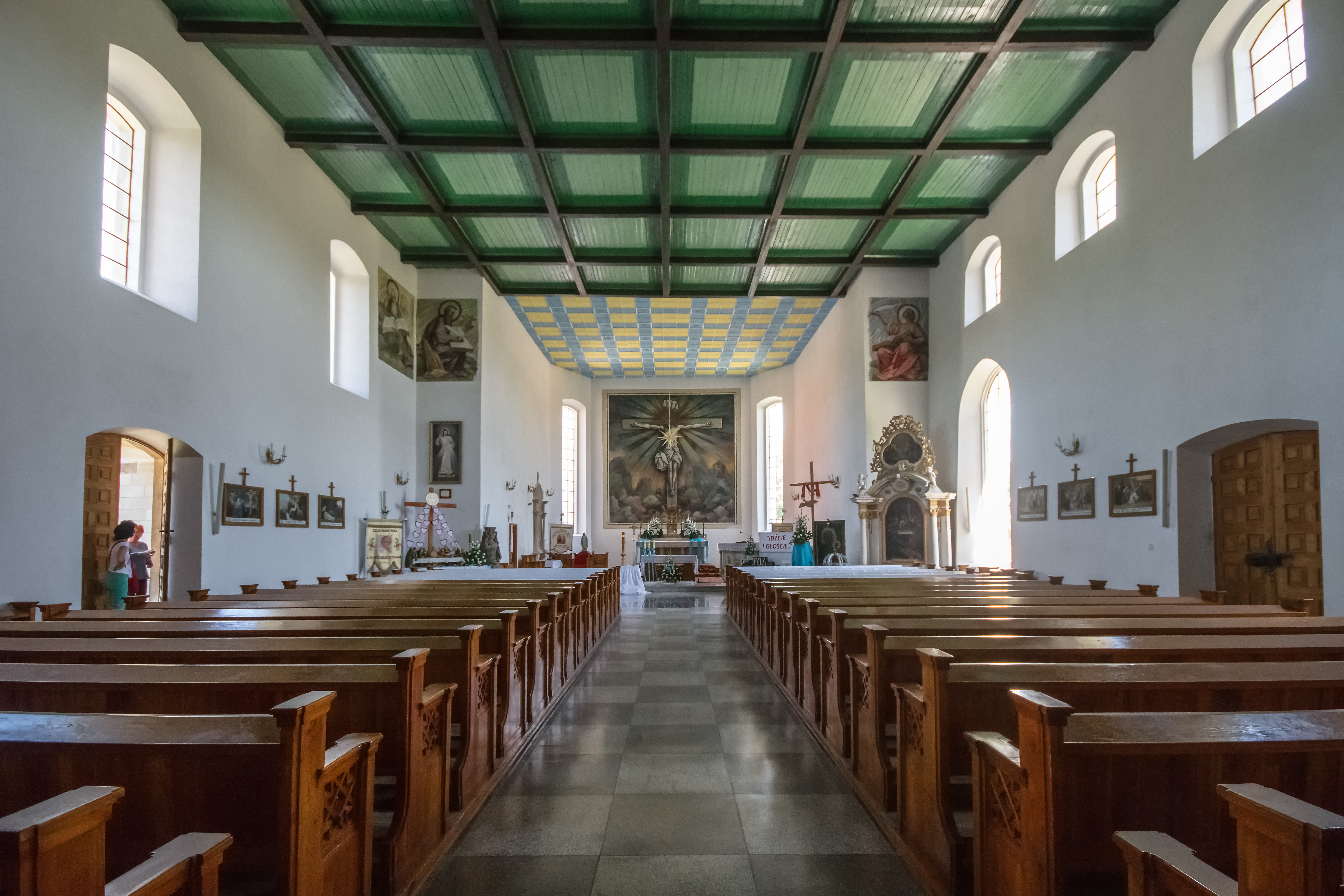
Wnętrze kościoła
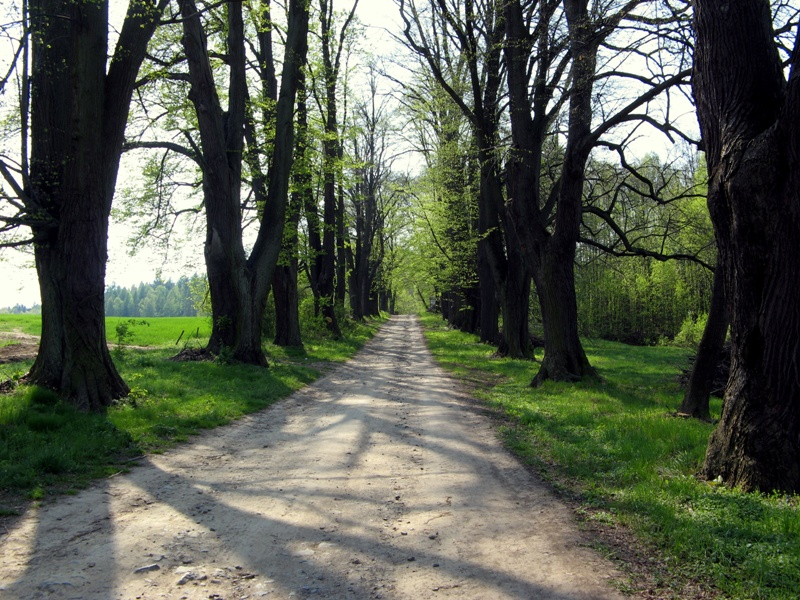
Aleja lipowa
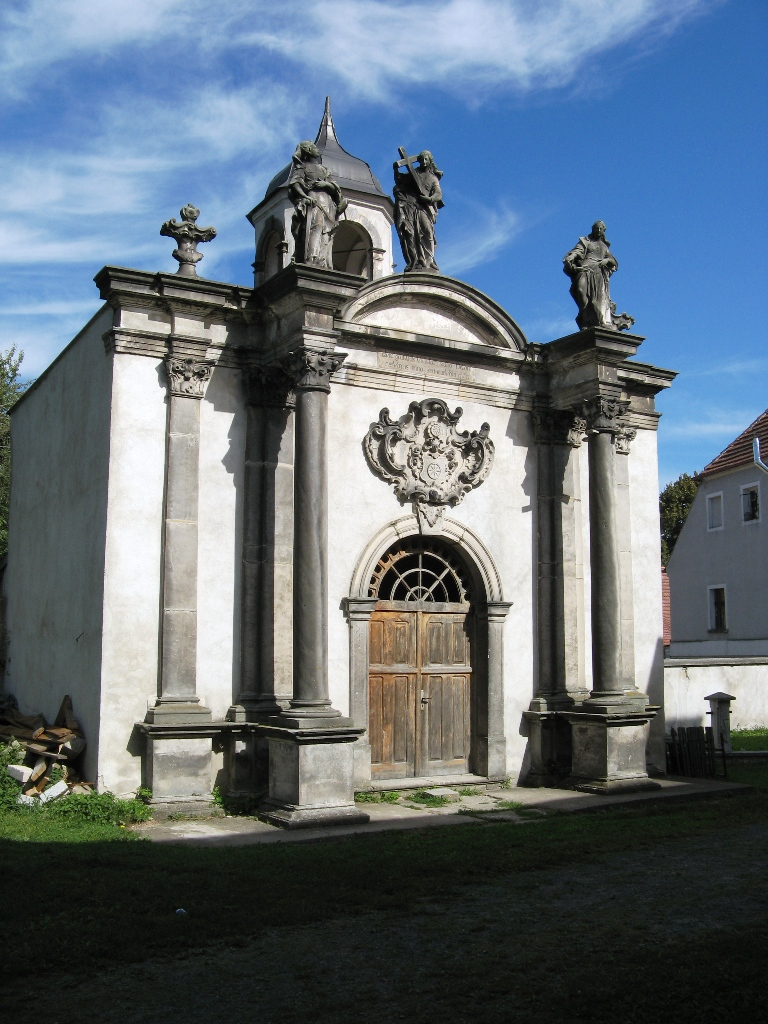
Kaplica grobowa Rednerów
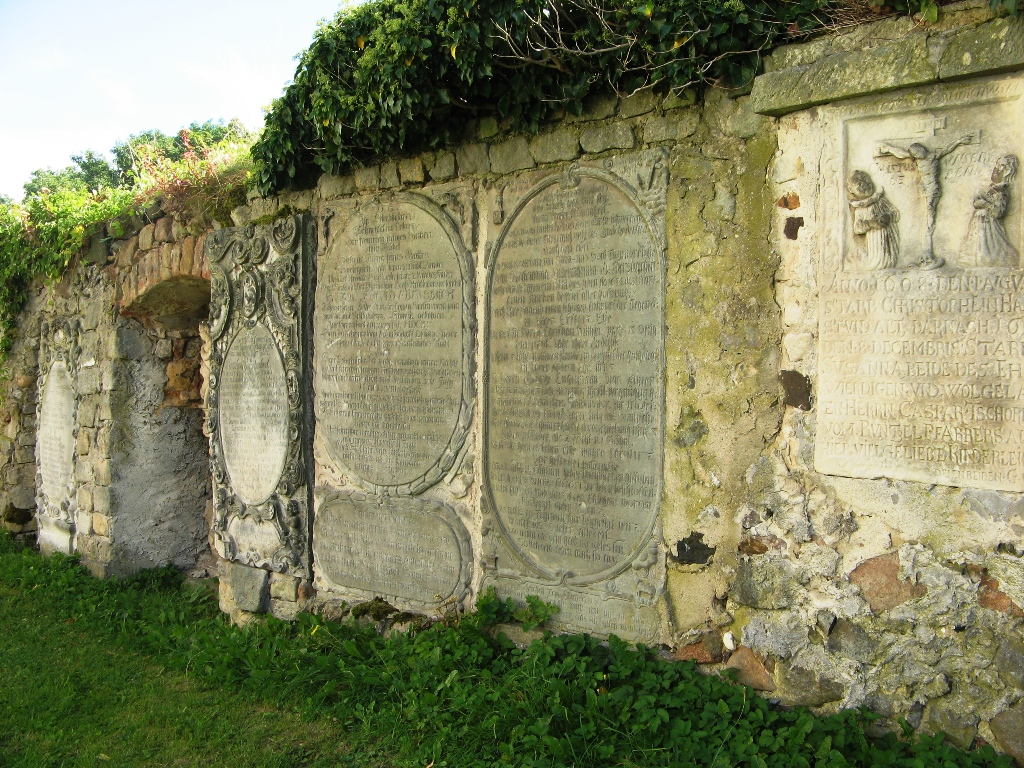
Epitafia nagrobne w murze kościelnym
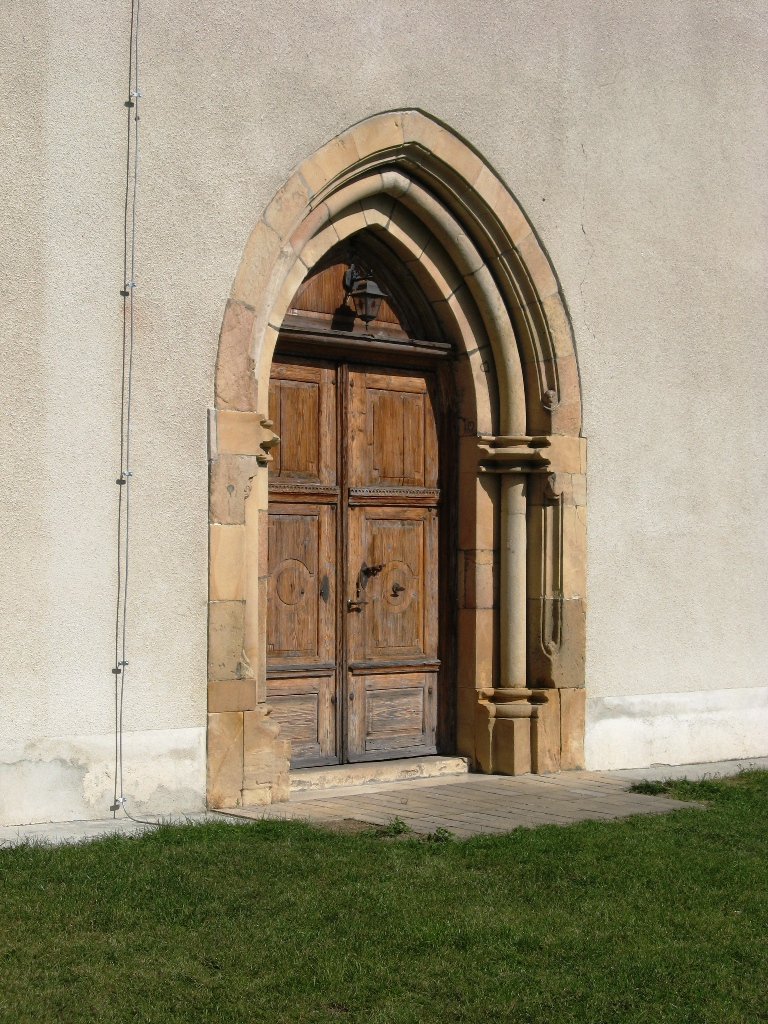
Portal kościoła